# Erythrina arborescens
Erythrina arborescens är en ärtväxtart som beskrevs av William Roxburgh. Erythrina arborescens ingår i släktet Erythrina och familjen ärtväxter. Inga underarter finns listade i Catalogue of Life.